# Persborg
För andra betydelser, se Persborg (olika betydelser).
Persborg är ett delområde i stadsdelen Rosengård i Malmö, byggt på 1950-talet.
Persborg ligger mellan Kontinentalbanan och Västra Kattarpsvägen, norr om Jägersrovägen.
Området har sitt torg avskilt från den övriga bebyggelsen. Bostadshusen har byggts om under senare år men helheten och stadsplanen med utifrån matade tillfarter är intakta. Hela området ägs av MKB.
På Persborg fanns till 2011 pågatågsstationen Persborg längs järnvägslinjen mot Ystad/Simrishamn. På järnvägen vid Persborg gick fram till Citytunnelns öppnande 2010 även tågen mot Köpenhamn, dock utan att stanna. Linjen mot Ystad/Simrishamn går numera via Citytunneln. Godståg mot Danmark samt gods- och nattåg mot Trelleborg går dock längs Kontinentalbanan. I december 2018 öppnade Persborg station åter, denna gång för "Malmöpendeln".

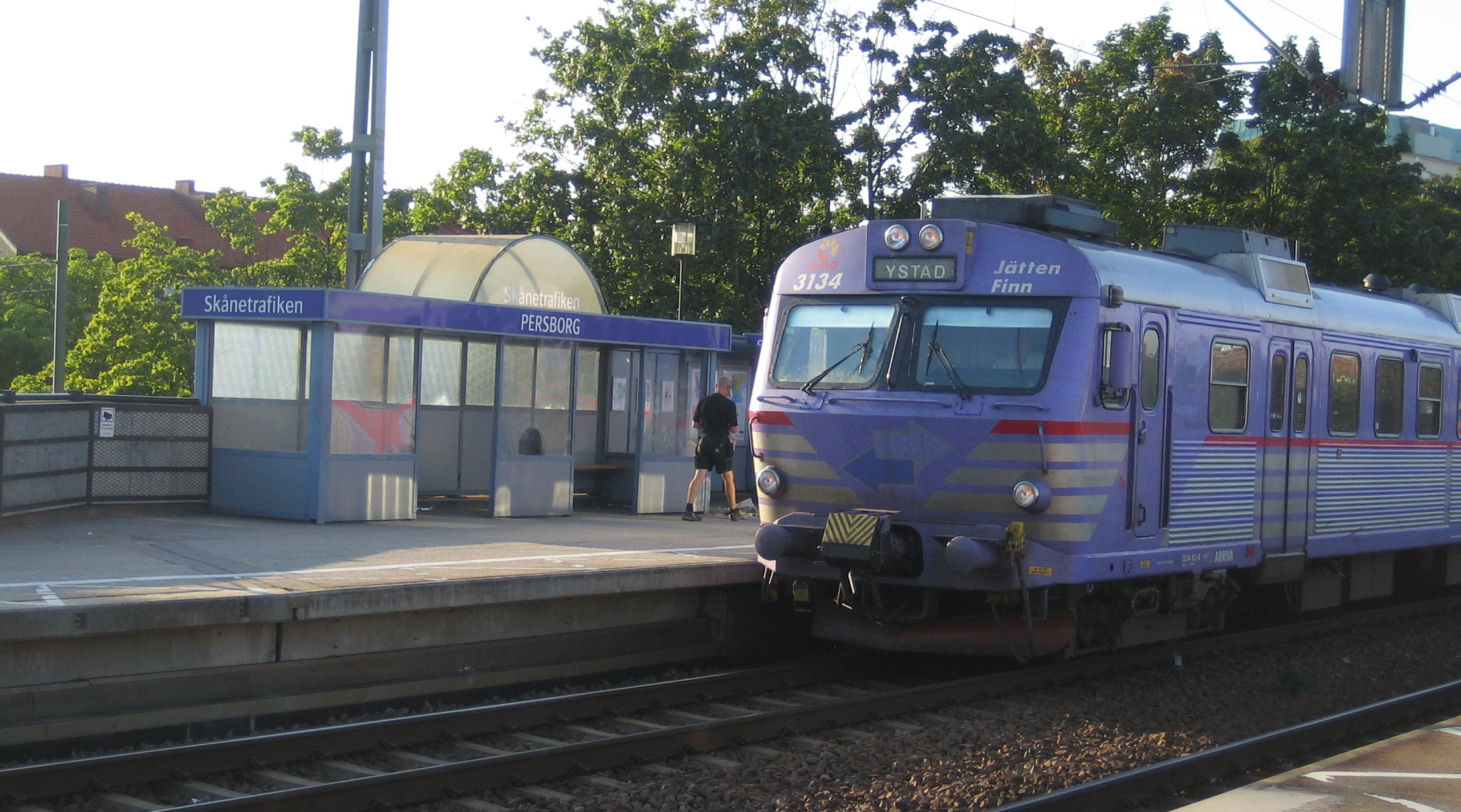
Pågatåg mot Ystad, 2007.